# Јунион Левел (Вирџинија)
Јунион Левел (енгл. Union Level) насељено је место без административног статуса у америчкој савезној држави Вирџинија.

## Демографија
По попису из 2010. године број становника је 188.
| Група             | 2000.    | 2010.       |
| Белци             | 0 (0,0%) | 137 (72,9%) |
| Афроамериканци    | 0 (0,0%) | 39 (20,7%)  |
| Азијати           | 0 (0,0%) | 0 (0,0%)    |
| Хиспаноамериканци | 0 (0,0%) | 10 (5,3%)   |
| Укупно            | 0        | 188         |